# Bélmez de la Moraleda
Bélmez de la Moraleda település Spanyolországban, Jaén tartományban. Bélmez de la Moraleda Jódar, Huelma és Bedmar y Garcíez községekkel határos. Lakosainak száma 1509 fő (2024).

## Népesség
A település népessége az elmúlt években az alábbi módon változott:
| Lakosok száma | 1964 | 1897 | 1894 | 1833 | 1752 | 1709 | 1600 | 1567 | 1519 | 1509 |
|               | 2001 | 2004 | 2007 | 2009 | 2012 | 2014 | 2017 | 2019 | 2022 | 2024 |